# Língua lisu
Lisu (Lisu: ꓡꓲ-ꓢꓴ ou ꓡꓲꓢꓴ; chinês: 傈僳语, pinyin: lìsùyǔ; birmanês:  လီဆူဘာသာစကား, pronunciado [lìsʰù bàðà zəɡá]) é uma língua tonal da família das línguas tibeto-birmanesas que é falada em Yunnan (sudoeste China], Birmânia (Myanmar) e Tailândia e uma pequena parte da Índia. Junto com a língua lipo, é uma das duas línguas do povo Lisu. Lisu tem muitos dialetos que se originam do país em que vivem. Os dialetos de Hua Lisu, Pai Lisu e Lu Shi Lisu são falados na China. Embora sejam mutuamente inteligíveis, alguns têm muito mais palavras emprestadas de outras línguas do que outras.
A língua Lisu está intimamente relacionada com as línguas Lahu e Akha e também está relacionada com o  birmanês,  Jingpho, e Yi.

## Dialetos
Lisu pode ser dividido em três dialetos: norte, central e sul, sendo o norte o padrão.

### Bradley (2003)
Bradley (2003) lista os seguintes três dialetos Lisu.
- Setentrional (/lo˧˥nɛ̱˦/ 'Black Lo' (autônimo),  / lo˧˥wu˥ / 'Lo Setentrionbal' (nome dado por outros Lisu)): noroeste de Yunnan, Kachin (estado) - extremo norte de Myanmar]] e Arunachal Pradesh, Índia
- Central (/ɕɑ̱˦ɕɑ̱˦/ Lisu florido ou Hua Lisu): oeste de Yunnan, nordeste da Birmânia
- Meridional (/lo˧˥ʂɨ˧/ Amarelo Lo'): extremo sudoeste de Yunnan, estado de Shan de Burma, Tailândia

### Mu & Sun (2012)
Na introdução de "Um Estudo dos Dialetos Lisu" (& 僳 语 方言 研究), Mu & Sun (2012) dividem Lisu em 3 dialetos.
- Nujiang 怒江方言: 550 mil falantes na província de Nujiang (todos os municípios), na província de Baoshan (todos os municípios), na província de Dehong (alguns condados), na província de Lincang (alguns condados), na província de Dali (alguns condados) e no condado de Weixi
- Luquan 禄劝方言: 65 mil oradores em partes da prefeitura de Chuxiong (no condado de Luquan, no condado de Wuding, etc.) e em partes de prefeituras vizinhas
- Yongsheng 永胜方言: 18 mil falantes nos condados de Yongsheng, Huaping, Panzhihua, Muli, Yanyuan e outros

Mu & Sun (2012) comparou um total de 5 "datapoints" em sua tabela comparativa de vocabulário.
- Fugong 福贡: 140 mil falantes em Fugong, Gongshan, Lanping, etc.
- Luquan 禄劝 (autônimo: li˧pʰɒ˧˩, Lipo]): 45 mil+ falantes em Binchuan, Wuding, Yuanmou, Dayao, Yao'an, Yongren, Dechang, Huili, Huidong, Yanyuan, etc.
- Weixi 维西: 100 mil falantes em Weixi, Deqin, Zhongdian, Lijiang, etc.
- Tengchong 腾冲: 120 mil falantes em Longling, Dehong Prefecture, Gengma, Simao, Lushui, estado Shan (Burma), Chiang Mai (Thailand)
- Yongsheng 永胜: 90 mil falantes emYongsheng, Huaping, Ninglang, Dayao, Yongren, Dechang, etc.

## Ortografia

### Pollard
A escrita A-Hmao vriada por Sam Pollard foi adaptada para escrever a  Lipo, outra língua Lisoish (às vezes chamada de  Lisu Oriental ) falada pelos Lisu.

### Fraser
O alfabeto Lisu atualmente em uso nas regiões de língua Lisu na China, Birmânia e Tailândia foi desenvolvido principalmente por dois missionários protestantes de diferentes organizações missionárias. O mais famoso dos dois foi James O. Fraser, um evangelizador britânico da China Inland Mission. Seu colega, que desenvolveu a versão original do alfabeto (mais tarde revisado e aperfeiçoado com Fraser e vários colegas da C.I.M.) foi Sara Ba Thaw, uma pregadora poliglota Karen baseada em Myitkyina, Birmânia, que pertencia à Missão Batista Americana.
Ba Thaw havia preparado um simples catecismo Lisu em 1915. O roteiro agora amplamente conhecido como "alfabeto Fraser" foi concluído em 1939, quando as casas missionárias de Fraser nas áreas étnicas Lisu da província de Yunnan (China) receberam suas cópias recém-impressas do Lisu. Novo Testamento.

### Silabário Lisu

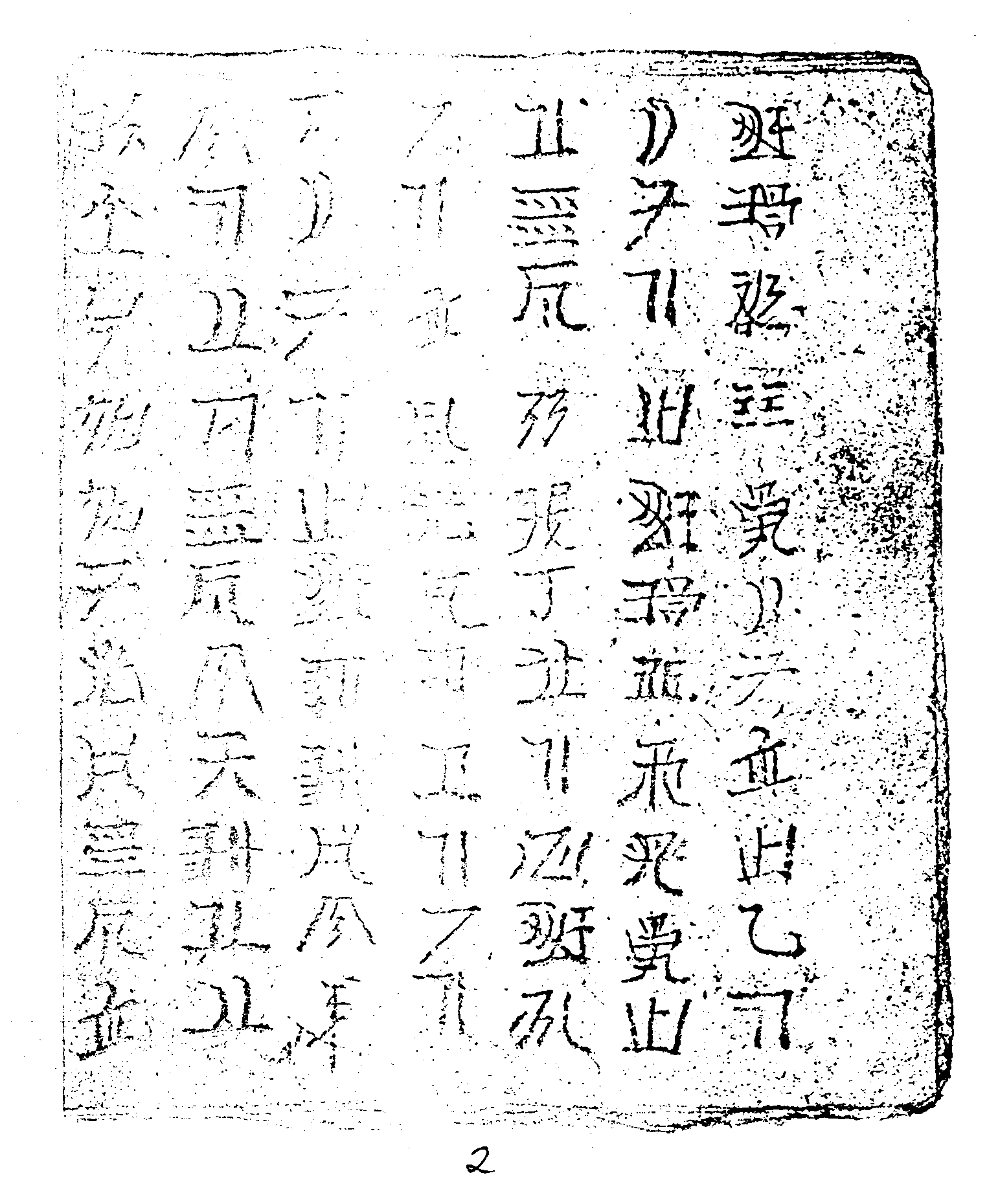
Silabário Lisu

De 1924 a 1930, um fazendeiro de Lisu chamado Ngua-ze-bo (pronúncia Bodia nua˥ze˧bo˦;  Chinês:  汪 忍 波 / 哇 inveção 波) inventou o Silabário Lisu para escrita chinesa, escrita Dongba e escrita Geba. No entanto, parece mais diferente da escrita chinesa que Chu Nom e Sawndip (logogramas Zhuang).
Desde que Ngua-ze-bo inicialmente esculpiu seus personagens em bambus, o silabário é conhecido como a escrita Lisu Bamboo. (傈僳竹书).
São um total de 1250 glifos e 880 caracteres.

### Alfabeto Latino Lisu
m novo alfabeto Lisu baseado em pinyin foi criado em 1957, mas a maioria dos Lisu continuou a usar o alfabeto antigo. O alfabeto Fraser foi oficialmente reconhecido pelo governo chinês em 1992, desde que seu uso foi incentivado.

### Escrita Birmanesa Lisu
Em alguns lugares em Myanmar onde se fala Lisu, uma ortografia baseada no alfabeto birmanês foi desenvolvida e é ensinada aos falantes e usada em várias publicações e livros escolares.

## Fonologia
O inventário fonológico de Lisu é o seguinte.

### Vogais
|                 | Anterior    | Anterior        | Posterior   | Posterior |
| Não-Arredondada | Arredondada | Não-Arredondada | Arredondada |           |
| --------------- | ----------- | --------------- | ----------- | --------- |
| Fechada         | i~ɨ         | y~ʉ             | ɯ           | u         |
| Medial          | e           | ø               | ɤ           | o         |
| Aberta          | ɛ           |                 | ɑ           |           |

 [i] e a vogal fricativa  [ɨ] estão em distribuição complementar:  [ɨ] só é encontrado depois de palato-alveolares, embora uma análise alternativa seja possível, com as alveolares palatais vistas como alofones das palatais antes de  [u] e  [ɨ]. A distinção se origina de “clusters” de consoantes proto-lolo-birmaneses do tipo * kr ou * kj, que em outros locais se fundem, mas onde Lisu normalmente se desenvolve como / i / e esses permanecem distintos com o último produzindo o tipo  [tʃɨ], o primeiro tipo  [tɕi]. Palatais herdados +  / i / também se tornam  [tʃɨ].
 / y / é variável entre os dialetos. Pode ser endolabial ou exolabial central  [ʉ], ou até mesclado com  / u /. A distinção entre  ɯ e  ɤ é marginal, e ambos são escritos com colchetes angulares [e] no pinyin.

### Tons
Lisu tem 6 tons: alto  [˥], médio rangido  [˦ˀ], médio  [˧], baixo  [˨˩], crescente  [˧˥], baixa “gaguejado” (chiado)  [˨˩ʔ] (isto é,  [ta ta ta t t t t]]). Em alguns dialetos, o tom de chiado é mais alto que o tom médio, em outros eles são iguais. O tom ascendente é pouco frequente, mas comum na fala do bebê (que tem um padrão estereotípico de baixa elevação); tom alto e crescente são incomuns após consoantes sonoras

### Consoantes
|                                 | Bilabial | Alveolar | Consoante africada | Alveopalatal | Velar | Glotal  |
| ------------------------------- | -------- | -------- | ------------------ | ------------ | ----- | ------- |
| Nasal Oclusiva                  | m        | n        |                    | ɲ            | ŋ     | IPA [h̃] |
| Tenuis                          | p        | t        | ts                 | tɕ           | k     |         |
| Aspirada                        | pʰ       | tʰ       | tsʰ                | tɕʰ          | kʰ    |         |
| Sonora                          | b        | d        | dz                 | dʑ           | ɡ     |         |
| Fricativa surda                 | (f)      |          | s                  | ɕ            | x     |         |
| Fricativa ou Aproximante sonora | v~w      | l        | z                  | j            | ɣ     |         |

 [v] e  [w] estão em distribuição complementar, com  [v] antes de vogal anterior.  / f / é marginal, ocorrendo em poucas palavras antes de  / u / ou  / y /. O subdiretório Fraser encontrado pela primeira vez também distingue uma série retroflexa,  / tʂ tʂʰ dʐ ʂ ʐ /, mas somente antes de  / ɑ /.
Semivogais mediais aparecem antes de  / ɑ /. Estes são  / w / com velares e  / j / com bilabiais e IPA [h̃]. A última consoante (rinoglotofilia) tem um alofone não nasal na partícula imperativa  [hɑ́].  / ɣ / que é apenas distintivao antes de  / ɑ / e, em alguns dialetos, é mesclado com  / j /.
No Lisu meridional, as plosivas velares tornam-se alveopalatais antes das vogais anteriores. As vogais  / u / e  / e / acionam um “offglide” nas consoantes anteriores, então  / tu du te de / são pronunciadas  tfu dvu o dje.
As vogais  ɯ ɤ não ocorrem inicialmente - ou, pelo menos, na posição inicial são pronunciadas  [ɣɯ ɣɤ]. Tem sido argumentado que as vogais iniciais  / ieyu ɯ ɤ / são foneticamente  [ji je fy fu ɣɯ ɣɤ], portanto consoantes iniciais não precisam ser postuladas em tais casos (e a marginal  / f / pode ser removida do inventário de palavras nativas), ou essas são fonemicamente  / ʔV /, com oclusiva glotal (Bradley 2003).